# Форман, Клаус
Кла́ус Фурманн (Форманн, Вурман, Вурманн, нем. Klaus Voormann; род. 29 апреля 1938 года, Берлин, Германия) — немецкий художник, удостоенный премии Grammy, известный музыкант и музыкальный продюсер.
Он создавал графические работы для оформления записей многих музыкальных групп, включая The Beatles, Bee Gees, Wet Wet Wet и Turbonegro. Наиболее известная его работа как продюсера — с группой Trio, в том числе их всемирно известный хит «Da Da Da». Как музыкант, Форманн наиболее известен как бас-гитарист группы Manfred Mann в период с 1966 по 1969 гг., а также по участию в качестве сессионного музыканта в сессиях звукозаписи многих коллективов и исполнителей, включая бывших членов The Beatles.
Его знакомство и сотрудничество с The Beatles берет начало в период их выступлений в Гамбурге в начале 1960-х. Позднее в Лондоне он жил в квартире, где жила группа, вместе с Джорджем Харрисоном и Ринго Старром, после того как Джон Леннон и Пол Маккартни переселились из неё в другое жилье, чтобы проживать с их тогдашними партнершами. Форман создал обложку для альбома Revolver, за что в 1966 году был удостоен премии Grammy в номинации «Best Album Cover, Graphic Arts» (рус. Лучшая обложка альбома, графика); это был первый случай, когда кто-либо был награждён за обложку с рисунком, а не с фотографией. После раскола группы циркулировали слухи о создании ансамбля под названием The Ladders в составе Леннона, Харрисона, Старра и Формана (вместо Маккартни на бас-гитаре). Слухи не оправдались, за исключением того, что все четверо несостоявшихся Ladders (вместе с Билли Престоном) участвовали в записи Ринго Старром написанной для Старра Ленноном песни «I'm the Greatest», вошедшей в альбом Ringo. Форман играл в альбомах Леннона, Харрисона, Старра, был некоторое время участником группы Plastic Ono Band. В 1990-е Форман оформил издание альбомов для Антологии The Beatles.
В 2009 году Форман выпустил свой дебютный сольный альбом A Sideman's Journey, на котором участвовало много известных музыкантов, включая Пола Маккартни и Ринго Старра, объединенных под названием «Voormann and Friends» (рус. Форман и друзья).
Форман с женой Кристиной проживает в Германии недалеко от Мюнхена.

## Ранние годы, Гамбург, знакомство с The Beatles
Клаус Форман родился в Берлине, Германия, рос в кварталах Северного Берлина. Его отец был физик, у Клауса было шесть братьев. В своем интервью для «Talking Germany» в июле 2010 года Форман рассказывал о своих тогдашних проблемах с дислексией.
В семье Форманов был интерес к искусству, классической музыке, книгам, ощущение сопричастности истории и традициям. Родители Формана решили, что вместо обучения музыке для Клауса будет лучше изучать прикладное изобразительное искусство (англ. commercial art) — дизайн, рекламу — в берлинской Мастер-школе бизнес-графики (нем. Meisterschule für Grafik und Buchgewerbe). Позднее Клаус переехал в Гамбург для учёбы в Мастер-школе дизайна (нем. Meisterschule für Gestaltung), но перед окончанием обучения по курсу полиграфии он начал работать как коммерческий художник, дизайнер графики (англ. graphic designer) и иллюстратор, в течение восьми месяцев проработав в Дюссельдорфе для журналов.
В Гамбурге Форман впервые повстречал Астрид Кирхгерр и близко познакомился с нею. Однажды после ссоры с нею и их общим приятелем Юргеном Вольмером, Форман побрёл в квартал Репербан в гамбургском районе Санкт-Паули (Санкт-Паули (квартал)), и услышал музыку, доносящуюся из клуба «Кайзеркеллер» (Kaiserkeller club). Войдя туда, он попал на выступление группы из Ливерпуля Rory Storm and the Hurricanes. Следующими после этой группы выступали тоже ливерпульцы — The Beatles. Как вспоминал Форман, от выступления The Beatles он «лишился дара речи». До этого момента Форман никогда не слушал рок-н-ролл, а лишь традиционный джаз, добавляя к этому немного песен в исполнении Нэт Кинг Коула и The Platters. На следующий день Клаус пригласил Астрид и Юргена Вольмера посмотреть на выступления этой ливерпульской группы. После окончания шоу все трое решили познакомиться с группой как можно ближе и погрузиться (immersing) в их музыку насколько это возможно.
Район Санкт-Паули был опасным местом в городе, где поведение с несоблюдением законов было обычным; местом, где легко можно было найти проститутку — и любой, кто отличался от обычных обитателей этого района, подвергал себя риску. Эти трое — Форман, Кирхгерр и Вольмер, одетые в замшевые пальто, шерстяные свитера и в ботинках с закругленными носами, — резко выделялись из обычной публики в клубе «Кайзеркеллер», где большинство клиентов были с зачесами «тедди-боев», носили черные кожаные куртки и остроконечные ботинки. Во время перерыва Форман попытался поговорить (на запинающемся английском) с Ленноном, и дал ему конверт для пластинки, дизайн которого он разработал. Леннон проявил к знакомству слабый интерес и отмахнулся от Формана, предложив ему лучше переговорить со Стюартом Сатклиффом, который, как выразился Леннон, «у нас типа художник» (англ. «is the artist 'round here»).
Сатклифф не разделил негативного отношения Леннона — и был очарован этой троицей, которые на его взгляд выглядели как «настоящая богема». Позднее он писал, что не мог оторвать глаз от них и хотел поговорить с ними во время следующего перерыва, но они уже ушли из клуба. В конце концов Сатклиффу удалось встретиться с ними и он узнал, что все трое учатся в Мастер-школе моды (нем. «Meisterschule für Mode»), которая в Гамбурге была эквивалентом ливерпульского Колледжа искусств, который посещали ранее Сатклифф с Ленноном. Леннон называл эту троицу «экзи» (англ. Exies) — в шутку над их увлечением экзистенциализмом.
В то время у Формана и Кирхгерр были более чем дружеские отношения, и он жил прямо за углом от дома её родителей (из разряда домов для верхней части среднего класса) в гамбургском районе Альтона. Её ванная комната, где всё было чёрного цвета, включая стены и фурнитуру, была оформлена специально во вкусе Формана. После визита в «Кайзеркеллер» их отношения стали чисто платоническими, поскольку Астрид стала встречаться с Сатклиффом, который был очарован ею, но она всегда оставалась близким другом Формана.

## Лондон. ОбложкаRevolver
Вскоре после того, как The Beatles уехали из Гамбурга, Форман решил покинуть Германию и перебраться в Лондон. Джордж Харрисон пригласил его пожить в квартире на Грин-стрит, где ранее жили все четверо музыкантов группы, но откуда переехали Леннон и Маккартни: Леннон — чтобы жить со своей женой Синтией, а Маккартни — жить в мансарде дома родителей своей подруги того времени Джейн Эшер. Форман жил с Харрисоном и Ринго Старром в квартире на Грин-стрит, пока не нашёл работу дизайнера и не снял своё собственное жильё. Форман начал играть на бас-гитаре — возможно, под влиянием общения как с Сатклиффом в Гамбурге, так и с Маккартни (как он говорил в интервью: «Когда я немного научился играть на гитаре во время каникул на Тенерифе, техника игры на басу не представляла для меня никаких проблем»). Он вернулся в Гамбург в 1963, основав там группу, названную «Paddy, Klaus & Gibson» (рус. Пэдди, Клаус и Гибсон) в составе: Пэдди Чемберс (Paddy Chambers) (гитара, вокал), Клаус Форман (бас-гитара, вокал) и Гибсон Кемп (Gibson Kemp) (ударные).
В 1966 году Форман вернулся в Лондон, где Леннон попросил его создать обложку для альбома The Beatles Revolver. Клаус задумал использовать стиль «коллажа на листе в альбоме» (англ. «scrapbook collage»). Когда он показал результат своих трудов группе и их менеджеру Брайану Эпстайну, им это очень понравилось, но плата за дизайн обложки составила всего 40 фунтов стерлингов. За эту работу Форман был в 1966 награждён премией Grammy в номинации «Best Album Cover, Graphic Arts» (рус. Лучшая обложка альбома, графика). Позднее, в 1988, Форман сделал дизайн обложки для сингла Харрисона «When We Was Fab», куда включил образ Харрисона с рисунка для обложки Revolver, но с изменённым рисунком вокруг него, выполненным в том же стиле.
Примерно в то же время, когда создавался Revolver, другая группа собиралась выпускать свой дебютный альбом. The Bee Gees записали свой первый альбом, Bee Gees 1st, и Клаус был приглашен для разработки дизайна этого альбома. Обложка альбома представляла собой изображение всех пятерых членов группы, стоящих над цветным психоделическим коллажем, который нарисовал Форман.
В 1973 Форман создал дизайн конверта и оформление буклета для альбома Ринго Старра Ringo, в записи которого он также принял участие как бас-гитарист.

## Бас-гитарист
В 1966 году, в то же время, когда Форман создавал обложку для альбома Revolver, он стал участником группы Manfred Mann, отклонив предложения групп The Hollies — где он подменял басиста Эрика Хейдока (en:Eric Haydock) на нескольких телешоу (см. en:List of The Hollies band members) — и The Moody Blues. Процесс переговоров с группой Manfred Mann Форман отразил в своей биографии «Почему ты играешь Imagine не на белом рояле, Джон?» (нем. Warum spielst Du Imagine nicht auf dem weißen Klavier, John?). Форман играл в Manfred Mann на бас-гитаре и флейте с 1966 по 1969 гг., поучаствовав в создании, записи и исполнении на концертах всех их британских хитов, начиная с песни «Just Like a Woman» (июль 1966 г.) до их финального сингла «Ragamuffin Man» (апрель 1969), включая сюда и ставшую мировым хитом песню «The Mighty Quinn» (#1 в чартах Великобритании, #10 в чартах США)..
После ухода из Manfred Mann Форман становится сессионным музыкантом, играет в сольных проектах Лу Рида, Карли Саймон, Джеймса Тейлора, Гарри Нилссона и многих других. Форман был участником собранной Йоко Оно и Джоном Ленноном группы Plastic Ono Band, вместе с Оно, Аланом Уайтом (позже — барабанщиком группы Yes) и Эриком Клэптоном, который играл в альбоме Live Peace in Toronto 1969, записанном ещё до распада The Beatles 13 сентября 1969.
В 1971 году Форман переезжает в США, в Лос-Анджелес. Когда Леннона в интервью о его альбоме Walls and Bridges спросили, кто играл на бас-гитаре, Джон ответил с сильным немецким акцентом: «Клаус Форман. Мы все знаем Клауса, йа» (по-немецки «да») (англ. «Klaus Voormann. We all know Klaus, ja (German: „yes“)»). Форман играл также в собранном в 1971 Джорджем Харрисоном составе на концерте для Бангладеш (The Concert for Bangladesh); Харрисон достойно представил Клауса публике, сказав: «А на басу у нас тот, о ком многие слышали, но никогда его не видели… Клаус Форман» (англ. There’s somebody on bass who many people have heard about, but they’ve never actually seen him — Klaus Voormann). После смерти Харрисона Форман 29 ноября 2002 играл на бас-гитаре в составе, аккомпанировавшем исполнению песни «All Things Must Pass» на концерте памяти Джорджа (Concert for George).
После распада The Beatles ходили слухи о новой группе в составе Леннона, Харрисона, Старра и Формана (даже упоминалось название новой группы — The Ladders), где Форман заменит Маккартни на бас-гитаре. Слухи об этом рспространялись из офиса Apple в 1971 году, но были резко опровергнуты, не разойдясь особенно широко. Этот состав (Леннон, Харрисон, Форман и Старр) участвовал в дальнейшем в различных комбинациях в записи альбомов Леннона — John Lennon/Plastic Ono Band (1970) (Форман, Леннон и Старр), Imagine (1971) (Форман, Леннон и Харрисон) — а также альбома Йоко Оно Yoko Ono/Plastic Ono Band (1970) (Форман, Леннон, Старр и Оно) и альбома Старра Ringo (1973). В альбом Старра входит написанная Ленноном для Ринго песня «I'm The Greatest» — единственная, где эти четыре музыканта участвуют вместе (а также и Билли Престон). Форман играл также на сингле Леннона «Instant Karma!».
В 1979 году Форман вернулся в Германию. Он продюсировал три студийных альбома и один концертный альбом германской группы Trio. Он также продюсировал их всемирный хит «Da Da Da». Когда Trio распались в 1986, Форман продюсировал первый сольный альбом их вокалиста Стефана Реммлера и играл на бас-гитаре в нескольких песнях альбома. В последующие годы Форман продюсировал сингл бывшего барабанщика Trio Петера Беренса.

## «Отставка»
Форман ушёл из музыкального бизнеса в 1989 году, чтобы проводить время со своей семьей. Он живёт на озере Штарнберг (англ. Штарнбергер-Зе), недалеко от Мюнхена в Германии со своей второй женой Кристин и двумя их детьми, родившимися в 1989 и 1991. Время от времени он появляется на телевизионных шоу, в основном когда речь на них идет о 1960-х вообще или о The Beatles в частности, или когда его просят рассказать о созданной им знаменитой обложке альбома Revolver.
В 1995 году Apple Records попросили Клауса оформить обложки для альбомов, входящих в Антологию The Beatles (англ. The Beatles Anthology). Он нарисовал обложки совместно со своим другом, художником Альфонсом Кифером (англ. Alfons Kiefer).
В фильме Backbeat (рус. Пятый в квартете), снятом режиссёром и сценаристом Иэном Софтли в 1994, Формана сыграл немецкий актёр Кай Везингер.
В апреле 2003 года Форман создал дизайн обложки альбома en:Scandinavian Leather для норвежской группы Turbonegro.
В октябре 2003 года Форман опубликовал свою автобиографию под названием Warum spielst du Imagine nicht auf dem weißen Klavier, John? Erinnerungen an die Beatles und viele andere Freunde (англ. Why Don’t You Play «Imagine» on the White Piano, John?: Memories of the Beatles and Many Other Friends) (рус. Почему ты играешь "Imagine" не на белом рояле, Джон?: Воспоминания о The Beatles и многих других друзьях). В книге особое внимание уделено 1960-м и 1970-м, описывается близкая дружба Клауса с участниками The Beatles и другими музыкантами и художниками, а также и его частная жизнь.
В 2005 году в снятый BBC документальный фильм Stuart Sutcliffe: The Lost Beatle (рус. Стюарт Сатклифф: Потерявшийся битл) вошли интервью с Форманом и кадры с рисунками, на которых он изображал The Beatles во времена их «гамбургских дней».
В 2007 году Форман оформил обложку для альбома Timeless группы Wet Wet Wet.
В 2008 году он записал кавер-версию песни «For What It’s Worth» группы Buffalo Springfield вместе с Эриком Бёрдоном (экс-вокалистом The Animals) и Max Buskohl.
17 июля 2009 года Клаус выпустил свой первый сольный альбом под названием A Sideman's Journey (рус. Путешествие оркестранта). Состав, участвовавший в записи альбома, был обозначен как «Voormann & Friends» (рус. Форман и друзья), в который вошли Пол Маккартни, Ринго Старр, Юсуф Ислам (ранее известный как Кэт Стивенс), Don Preston, Доктор Джон, The Manfreds (реюнион бывших участников группы Manfred Mann — но без самого Манфреда Манна), Джим Келтнер, Van Dyke Parks, Джо Уолш и многие другие. Альбом был доступен на ограниченном тираже аудио-CD, виниловых LP-пластинок и в виде бокс-сета с оригинальной графикой Формана. Альбом включает в себя новые версии таких старых песен, как «My Sweet Lord», «All Things Must Pass», «Blue Suede Shoes», «You're Sixteen» и песню Боба Дилана «Quinn the Eskimo (Mighty Quinn)». Вместе с альбомом был издан бонусный DVD Making of a Sideman’s Journey (рус. Создание "Sideman’s Journey").
30 июня 2010 года компания ARTE выпустила 90-минутный документальный фильм «All You Need is Klaus» (рус. «Всё, что вам надо, это Клаус»), в который вошли съемки сессий записи коллектива «Voormann & Friends», а также интервью с Клаусом и некоторыми артистами, с которыми он сотрудничал на протяжении своей карьеры.

## Дискография
Как Voormann & Friends:
- A Sideman’s Journey

С Manfred Mann:
UK Albums:
- As Is
- Up The Junction (Original Soundtrack Recording)
- What a Mann
- Mighty Garvey!

US Albums:
- Up the Junction (Original Soundtrack Recording)
- Mighty Garvey!

С The Plastic Ono Band:
- Cold Turkey [1969 non-album single]
- Live Peace in Toronto 1969 [1969]
- Instant Karma! (We All Shine On) [1970 non-album single]
- John Lennon/Plastic Ono Band [1970]
- Yoko Ono/Plastic Ono Band [1970]

С Джоном Ленноном:
- Power to the People [1971 non-album single]
- Imagine [1971]
- Happy Xmas (War Is Over) [1971 non-album single]
- Some Time in New York City [1972]
- Walls and Bridges [1974]
- Rock ’n’ Roll [1975]

С Джорджем Харрисоном:
- All Things Must Pass [1970]
- Bangla Desh [1971 non-album single]
- The Concert for Bangla Desh [1971]
- Living in the Material World [1973]
- Dark Horse [1974]
- Extra Texture (Read All About It) [1975]

С Ринго Старром:
- Sentimental Journey [1970; arrangement on «I’m a Fool to Care»]
- It Don’t Come Easy [1971 non-album single]
- Back Off Boogaloo [1972 non-album single]
- Ringo [1973]
- Goodnight Vienna [1974]
- Ringo's Rotogravure [1976]

С другими артистами:
- James Taylor, James Taylor [1968]
- Jackie Lomax, Is This What You Want? [1969]
- Leon Russell, Leon Russell [1970]
- Billy Preston, Encouraging Words [1970]
- Doris Troy, Doris Troy [1970]
- Gary Wright, Extraction [1970]
- Ronnie Spector, «Try Some, Buy Some» [1971 non-album single]
- The Elastic Oz Band, «God Save Us» [1971 non-album single]
- Howlin’ Wolf, The London Howlin’ Wolf Sessions [1971]
- Yoko Ono, Fly [1971]
- B.B. King, B.B. King in London [1971]
- Jim Price, Kids Nowadays Ain't Got No Shame [1971]
- Gary Wright, Footprint [1971]
- Harry Nilsson, Nilsson Schmilsson [1971]
- John Baldry, Everything Stops for Tea [1972]
- Bobby Whitlock, Bobby Whitlock [1972]
- Bobby Hatfield, «Oo Wee Baby, I Love You» [1972 non-album single]
- Peter Frampton, Wind of Change [1972]
- Bobby Keys, Bobby Keys [1972]
- Harry Nilsson, Son of Schmilsson [1972]
- Lon & Derrek Van Eaton, Brother [1972]
- Carly Simon, No Secrets [1972]
- Lou Reed, Transformer [1972]
- Electric Sandwich, Electric Sandwich [1973]
- Maria Muldaur, Maria Muldaur [1973]
- Cheech & Chong, Los Cochinos [1973]
- Nicky Hopkins, The Tin Man Was a Dreamer [1973]
- Jerry Lee Lewis, Sometimes a Memory Ain’t Enough [1973]
- Don Nix, Hobos, Heroes and Street Corner Clowns [1973]
- Carly Simon, Hotcakes [1974]
- Harry Nilsson, Son of Dracula soundtrack [1974]
- Chi Coltrane, Let It Ride [1974]
- Martha Reeves, Martha Reeves [1974]
- Harry Nilsson, Pussy Cats [1974]
- Bert Jansch, L.A. Turnaround [1974]
- Splinter, The Place I Love [1974]
- Ravi Shankar, Shankar Family & Friends [1974]
- Jerry Lee Lewis, The Session [1974]
- Loudon Wainwright III. Unrequited [1975]
- Van Dyke Parks, Clang of the Yankee Reaper [1975]
- Keith Moon, Two Sides of the Moon [1975]
- Harry Nilsson, Duit on Mon Dei [1975]
- Carly Simon, Playing Possum [1975]
- Lon & Derrek Van Eaton, Who Do You Out Do [1975]
- Dion, Born to Be with You [1975]
- The Cate Brothers, Cate Bros. [1975]
- Patti Dahlstrom, Your Place or Mine [1975]
- Eric Mercury, Eric Mercury [1975]
- Art Garfunkel, Breakaway [1975]
- Harry Nilsson, Sandman [1976]
- Geoff Muldaur, Motion [1976]
- Valdy, Valdy and the Hometown Band [1976]
- Donovan, Slow Down World [1976]
- Carly Simon, Another Passenger [1976]
- Harry Nilsson, ...That's the Way It Is [1976]
- Hoyt Axton, Fearless [1976]
- Long John Baldry, Welcome to the Club Casablanca [1976]
- Jackie Lomax, Did You Ever Have that Feeling? [1977]
- Harry Nilsson, Knilsson [1977]
- Randy Newman, Little Criminals [1977]
- Lonnie Donegan, Puttin' on the Style [1978]
- Lorna Wright, Circle of Love [1978]
- Nicolette Larson, Nicolette [1978]
- Lee Clayton, Naked Child [1979]
- Screaming Lord Sutch, Alive & Well [1980]
- Harry Nilsson, Flash Harry [1980]
- Nicolette Larson, Radioland [1981]
- Various Artists, Every Man Has a Woman [1984]
- Various Artists, For Our Children Too! [1996]
- Lon & Derrek Van Eaton, Black & White [1998]
- Various Artists, Concert for George [2003]
- Fool's Garden, Who Is Jo King? [2012]